# Mendel Schie
 Mendel Schie  (geboren 1784 in Dresden; gestorben 27. August 1848 ebenda) war ein Bankier jüdischen Glaubens.

## Leben und Wirken

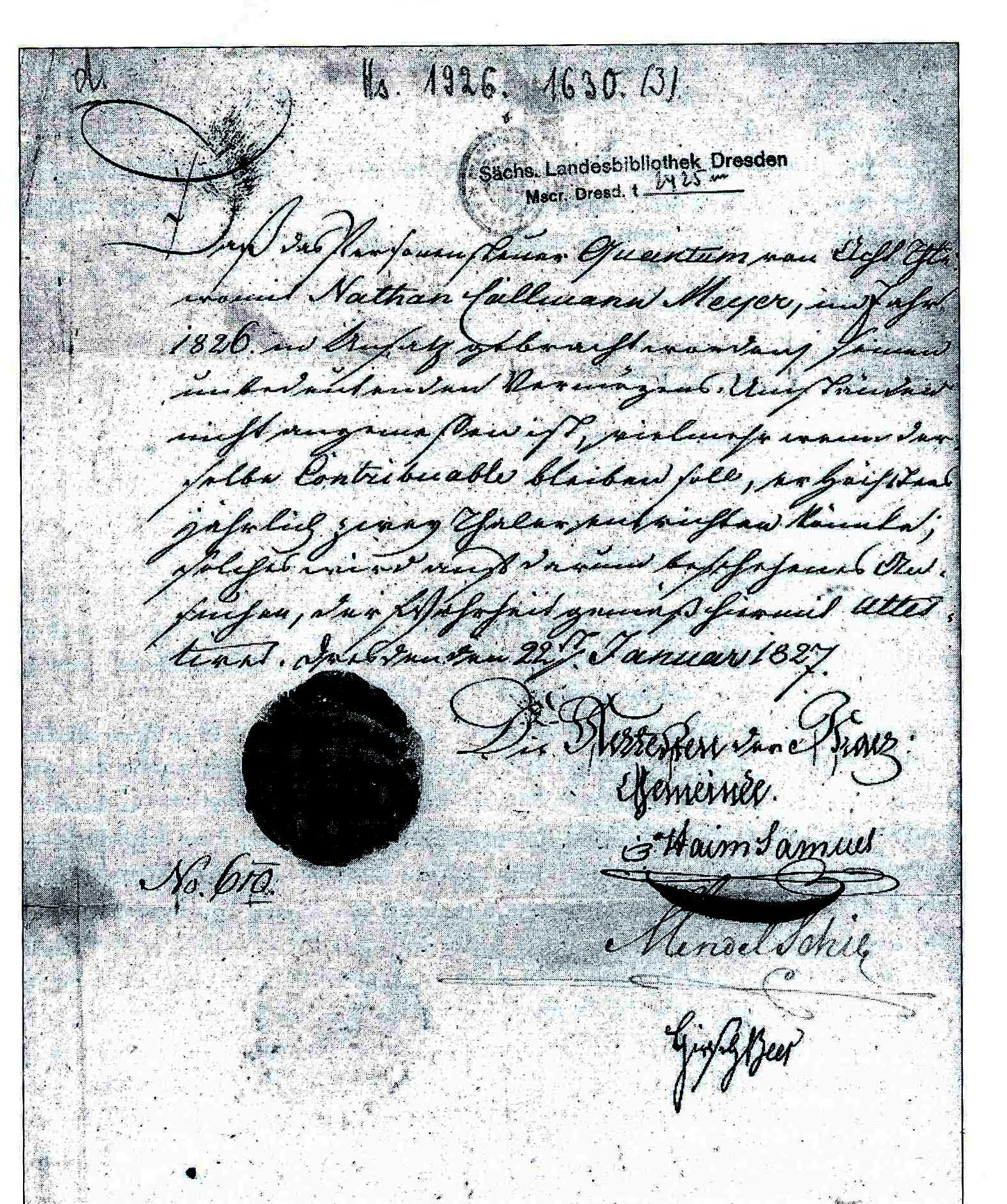
Attest der israelitischen Religionsgemeinde Dresden für Nathan Callmann Meyer, signiert von Mendel Schie (1827)

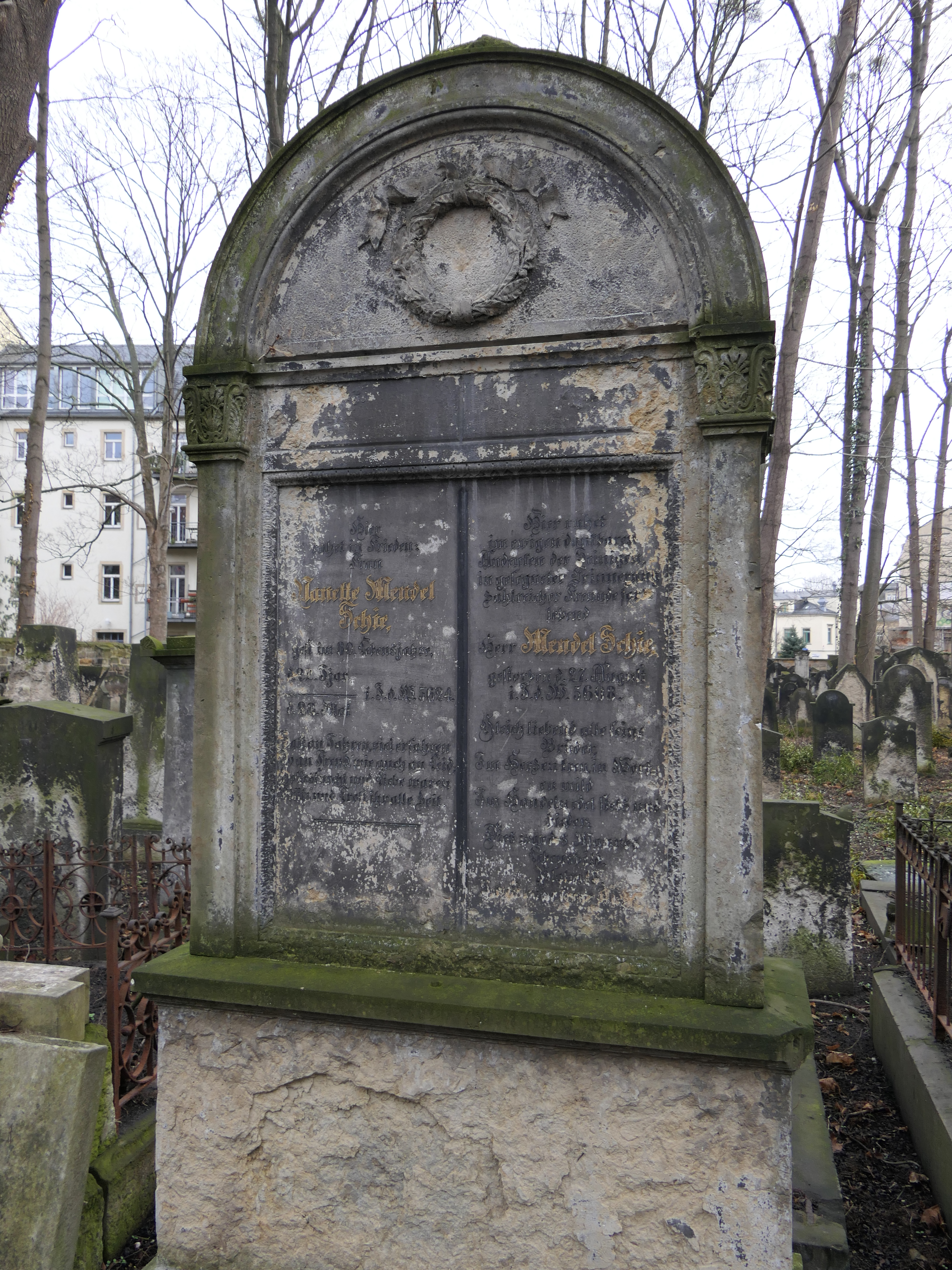
Grab von Mendel Schie

Er wurde 1784 als Sohn von Jacob Löbel und Hagar (Chaje) Schie geboren und war ein Enkel des ersten Judenbestellers der neuzeitlichen jüdischen Dresdner Gemeinde Löbel Schie. Seine Familie war jahrzehntelang mit der ordnungsgemäßen Bestattung der Toten betraut gewesen, Mendel Schie übernahm jedoch das Amt nicht mehr, sondern gründete stattdessen ein Wechselgeschäft in der Pirnaischen Gasse. Aus diesem ging ein Bankhaus hervor, was er bis zu seinem Tod erfolgreich führte.
Schie unterstützte unter anderem die städtische Armenversorgung und unterhielt auf seine Kosten in seinen Privaträumen eine private Synagoge. Dies war der Tatsache geschuldet, dass es aufgrund der Judenordnung von 1772 den Dresdner Juden verboten war, offiziell eine Synagoge zu betreiben. Sie befand sich im Arnoldischen Haus an der Webergasse Nr. 2, Ecke Altmarkt. Seine Synagoge umfasste zwei Stockwerke und hatte ein für die damalige Zeit feierliches und würdiges Aussehen.

Das Arnoldische Haus wiederum wurde kurz nach 1500 als Renaissancebau errichtet und 1790 vom Baumeister Christian Traugott Weinlig um zwei Geschosse erhöht, wie alle Bauten am Altmarkt wurde es im Februar 1945 während der Luftangriffe auf Dresden zerstört.
Mendel Schie hatte von 1813 bis 1837 gemeinsam mit Samuel Kaim und Hirsch Beer das Amt des Gemeindeältesten inne. Im Jahr 1845 übernahm Mendel auch das Vorsteheramt der jüdischen Gemeinde zu Dresden im gleichen Jahr auch Vorsteher der Beerdigungsbruderschaft.
Mendel Schie stiftete auch eine Kranken-Verpflegungs-Gesellschaft, deren Vermögen im Jahr 1856 auf 676 Taler und 3 Neugroschen betrug.
Er ist auf dem Alten jüdischen Friedhof in Dresden begraben (Grab 32/11). Seine Bank wurde durch seine Familie als Mendel Schie Nachf. weiter betrieben und 1894 an das Bankhaus Gebrüder Arnhold verkauft.

## Familie
Mendel Schie war verheiratet mit Nanette (Gnendel) Schie geb. Bondi (1785–1864), Tochter von Joseph Bondi und Johanna geb. Lehmann, Vorsteherin des Israelitischen Frauenvereins in Dresden. Ihre Kinder waren:
- Isabella (Bella), (1804–1877), verh. mit Dr. Paul Moses Wolf
- Wilhelm (1805–1861), verh. mit Henriette Schie
- Johanna verh. Meyer (1815–1876), verh. mit Moritz Aron Meyer